# Bible de Winchester
La Bible de Winchester est une bible enluminée de grande taille réalisée entre 1160 et 1180. L'ouvrage se trouve aujourd'hui dans la cathédrale de Winchester (Ms. 17). Un folio détaché est conservé à la Pierpont Morgan Library.

## Historique
Le manuscrit a été commandé vers 1160 par Henri de Blois, évêque de Winchester. Cet ouvrage a sans doute été exécuté par le scriptorium du chapitre de la cathédrale. Il reste la propriété de la cathédrale jusqu'à nos jours. Plusieurs miniatures en pleine page ont été détachées peut-être à l'occasion de la réparation de la reliure. Seul le folio actuellement conservé à la Pierpont Morgan Library est localisé. Il a été acquis par John Pierpont Morgan en 1912.